# Louwesweg 1
Het gebouw Louwesweg 1, beter bekend als het ACTA-gebouw, is een hoogbouwcomplex aan de Louwesweg in Amsterdam Slotervaart. Het complex is tussen 1966 en begin jaren zeventig opgeleverd als tandheelkundige kliniek. Van 1985 tot 2010 was dit het Academisch Centrum Tandheelkunde Amsterdam (ACTA), een samenwerkingsverband tussen de tandheelkunde-faculteiten van de Universiteit van Amsterdam en de Vrije Universiteit van Amsterdam. Vanaf 2012 huisvest het studenten, ondernemers en kunstenaars.

## Ontwerp
Het complex werd ontworpen door architect G. Wiljouw van het Rotterdamse Architectenbureau E. F. Groosman N.V. in een brutalistische bouwstijl. Het laatmodernistische gebouw vertoont de kenmerkende bouwblokachtige hoekige structuur met zijbeuk en is uitgevoerd in een combinatie van gewapend beton, metselwerk en aangebrachte muurplaten. De intentie was om dit gebouw een duidelijk herkenbaar voorkomen te geven in de bestaande omgeving. Het omvat een laagbouwgedeelte dat verbonden is met de hoogbouw van acht etages en een souterrain.

## Functies
Vanaf de oprichting tot eind jaren zeventig was het gebouw bedoeld voor het Academisch Centrum Tandheelkunde Amsterdam gezien het toegenomen aantal studenten en specialisaties. In 2010 verhuisde de ACTA naar elders en werd het gebouw omgevormd tot een complex voor studentenhuisvesting. De studenten werden vanaf 2012 gehuisvest in studenteneenheden die bestonden uit individuele kamers met gemeenschappelijke voorzieningen als sanitair en keuken. Er is plaats voor 450 studenten. Ook werd er tijdens de verbouwing een centrale blokverwarming en electriciteitsvoorziening aangelegd. In deze tijd ontstonden er muurschilderingen aangebracht door bewoners en tevens werden voormalige collegezalen omgebouwd tot keukens, werkruimtes en woonruimtes. Het pand wordt verhuurd door jongerenhuisvester Socius Wonen en beheerd door Tijdelijk Wonen Amsterdam (TWA).. Vanuit de studentenactiviteiten ontstond later ook de Broedplaats Acta waar creatieve ondernemers en kunstenaars kunnen werken in 75 verschillende werkruimtes. Ook is er Radion gevestigd, een nachtclub annex culturele ontmoetingsruimte met een 24-uursvergunning.

## Galerij
- Opening als woonvoorziening voor studenten en broedplaats voor ondernemers (2012)

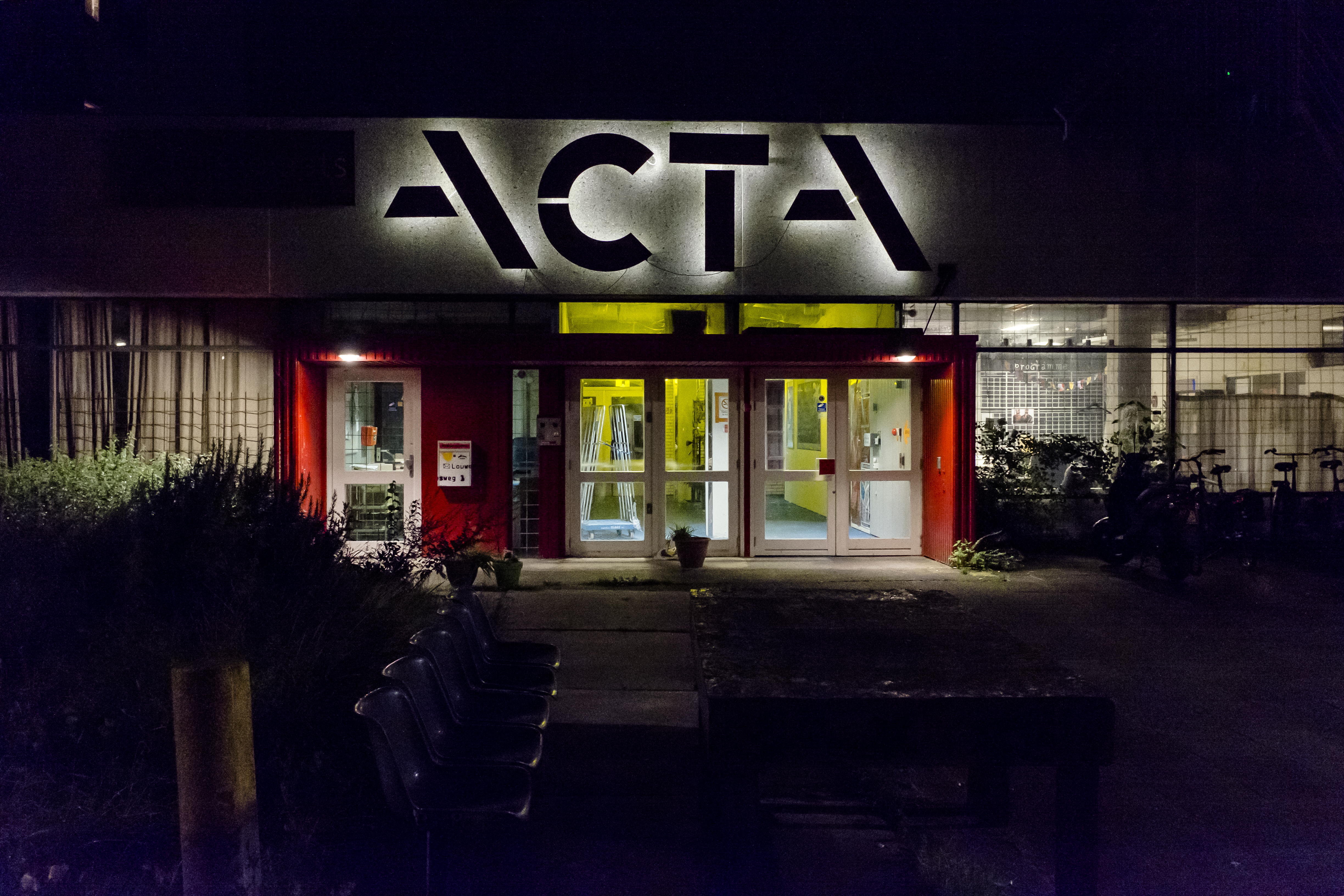
Ingang bij nacht, met felle kleuren die contrasteren met het sobere gebouw (2017)
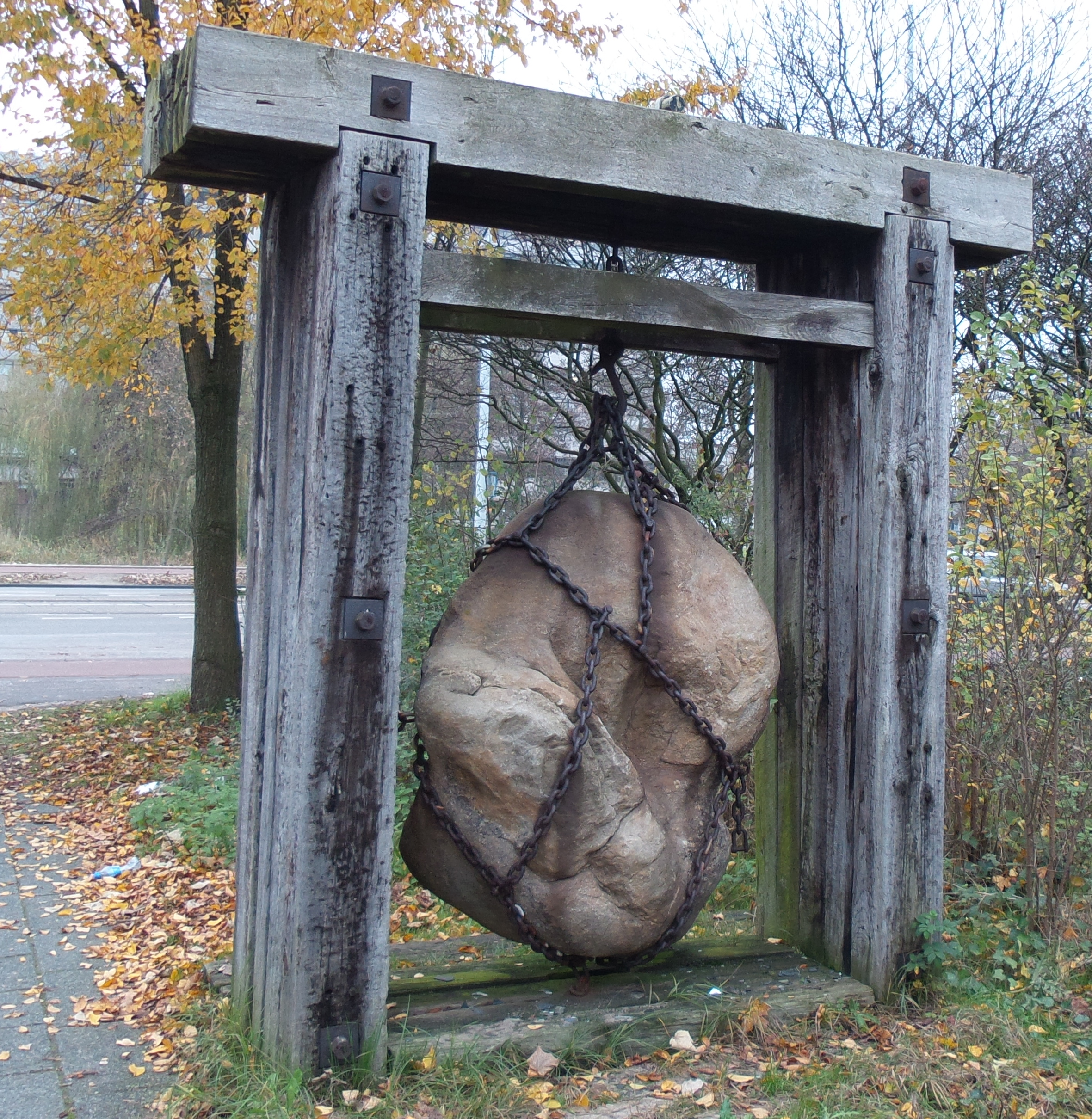
De Kies, een kunstwerk van Wim Tap uit 1977 dat verwijst naar de tandheelkunde